# Sparkasse Vorderpfalz
Die Sparkasse Vorderpfalz ist eine rheinland-pfälzische Sparkasse mit Sitz in Ludwigshafen am Rhein. Sie ist eine Anstalt des öffentlichen Rechts und entstand am 1. Januar 2013 aus der Fusion der Sparkasse Vorderpfalz Ludwigshafen a. Rh. - Schifferstadt mit der Kreissparkasse Rhein-Pfalz und der Kreis- und Stadtsparkasse Speyer.

## Organisationsstruktur
Das Geschäftsgebiet der Sparkasse Vorderpfalz umfasst die kreisfreien Städte Ludwigshafen am Rhein und Speyer sowie den Rhein-Pfalz-Kreis. Träger der Sparkasse ist der Zweckverband Sparkasse Vorderpfalz, dem die Städte Ludwigshafen am Rhein, Schifferstadt und Speyer sowie der Rhein-Pfalz-Kreis angehören. Rechtsgrundlagen sind das Sparkassengesetz für Rheinland-Pfalz und die Satzung der Sparkasse. Organe der Sparkasse sind der Verwaltungsrat und der Vorstand.
Die Sparkasse Vorderpfalz ist Mitglied des Sparkassenverbandes Rheinland-Pfalz und über diesen auch im Deutschen Sparkassen- und Giroverband.

## Geschäftszahlen
Die Sparkasse Vorderpfalz wies im Geschäftsjahr 2023 eine Bilanzsumme von 5,98 Mrd. Euro aus und verfügte über Kundeneinlagen von 4,674 Mrd. Euro. Gemäß der Sparkassenrangliste 2023 liegt sie nach Bilanzsumme auf Rang 68. Sie unterhält 41 Filialen/Selbstbedienungsstandorte und beschäftigt 808 Mitarbeiter.

## Sparkassen-Finanzgruppe
Die Sparkasse Vorderpfalz ist Teil der Sparkassen-Finanzgruppe und gehört damit auch ihrem Haftungsverbund an. Er sichert den Bestand der Institute und sorgt dafür, dass sie auch im Fall der Insolvenz einzelner Sparkassen alle Verbindlichkeiten erfüllen können. Die Sparkasse vermittelt Bausparverträge der regionalen Landesbausparkasse, offene Investmentfonds der Deka und Versicherungen der Versicherungskammer Bayern. Im Bereich des Leasing arbeitet die Sparkasse Vorderpfalz mit der  Deutschen Leasing zusammen. Die Funktion der Sparkassenzentralbank nimmt die Landesbank Baden-Württemberg wahr.

## Geschichte
Die Sparkasse Vorderpfalz entstand aus vier ehemals selbständigen Instituten:
- Kreissparkasse Rhein-Pfalz (gegründet am 15. März 1853)
- Kreis- und Stadtsparkasse Speyer (gegründet 1829)
- Stadtsparkasse Ludwigshafen a. Rh. (gegründet 1888)
- Stadtsparkasse Schifferstadt (gegründet 1897)

Zunächst fusionierte 2004 die Stadtsparkasse Ludwigshafen a. Rh. mit der Stadtsparkasse Schifferstadt zur Sparkasse Vorderpfalz Ludwigshafen a. Rh. - Schifferstadt.
Am 1. Juli 2013 fusionierte dann die Sparkasse Vorderpfalz Ludwigshafen a. Rh. - Schifferstadt mit der Kreissparkasse Rhein-Pfalz und der Kreis- und Stadtsparkasse Speyer zur jetzigen Sparkasse Vorderpfalz.
Im Juli 2020 ging die Sparkasse Vorderpfalz eine Kooperation mit dem Backoffice-Dienstleister der Sparkassen-Finanzgruppe, der DSGF ein. Sie lagerte 112 Mitarbeiter aus den Bereichen Marktfolge Aktiv, Marktfolge Passiv und Digitalisierung in das Modell DSGF.regio aus. Der neue DSGF.regio Standort befindet sich in der Zollhofstraße im Gebäude der Sparkasse Vorderpfalz.